# قسم غزيك الريفي (مقاطعة درميان)
قسم غزیك الريفي (بالفارسية: دهستان گزیک) هي قسم تقع في إيران في Gazik District. يقدر عدد سكانها بـ 6,742 نسمة .